# Norma McCorvey
Norma Leah Nelson McCorvey (Simmesport, 22 de setembro de 1947 – Katy, 18 de fevereiro de 2017), também conhecida pelo pseudônimo Jane Roe, foi a autora do caso jurídico americano Roe v. Wade em que a Suprema Corte dos EUA decidiu em 1973 que as leis estaduais individuais que proíbem o aborto eram inconstitucionais.
Mais tarde em sua vida, McCorvey tornou-se uma protestante evangélica e, em seus anos restantes, uma católica romana, e participou do movimento anti-aborto. McCorvey afirmou então que seu envolvimento em Roe foi "o maior erro de [sua] vida". Durante uma entrevista pouco antes de sua morte, no que McCorvey se referiu como sua "confissão no leito de morte", ela disse que foi paga para falar contra o aborto e acrescentou que continuava a ter crenças sobre o direito ao aborto.